# Didactylomyia
Didactylomyia is een muggengeslacht uit de familie van de galmuggen (Cecidomyiidae).

## Soorten
- D. flava Felt, 1908
- D. longimana (Felt, 1908)
- D. maculata Felt, 1908